# Carlo Porzio
Carlo Porzio (Trecate, Piemont, 6 de març de 1888 - ?) va ser un ciclista italià, que va córrer durant els anys 20 del segle xx. La seva única victòria coneguda és una etapa de la Volta a Catalunya de 1928.

## Palmarès
- 1928
  - Vencedor d'una etapa de la Volta a Catalunya